# Estadio Cavani
El Estadio Cavani (en francés: Stade Cavani)  es un estadio de usos múltiples en Mamoudzou, la capital de Mayotte (un territorio dependiente organizado como departamento de ultramar de Francia en el Océano Índico). Actualmente se utiliza sobre todo para los partidos de fútbol y atletismo. Los partidos en casa son básicamente los jugados por la representación de Mayotte en el fútbol y el equipo de fútbol ASC Kaweni. El estadio tiene capacidad para albergar hasta 5.000 personas.